# Cryphalini
Tribu
Les Cryphalini forment une tribu d'insectes coléoptères de la famille des Curculionidae et de la sous-famille des Scolytinae.

## Liste des genres
Acorthylus - 
Allernoporus - 
Coriacephilus - 
Cosmoderes - 
Cryphalogenes - 
Cryphalus - 
Cryptocarenus - 
Eidophelus - 
Ernocladius - 
Ernoporicus - 
Ernoporus - 
Hemicryphalus - 
Hypocryphalus - 
Hypothenemus - 
Margadillius - 
Neocryphus - 
Periocryphalus - 
Procryphalus - 
Ptilopodius - 
Scolytogenes - 
Stegomerus - 
Stephanopodius - 
Trischidias - 
Trypophloeus